# Karel Švenk
Karel Švenk (v německé podobě též Karl Schwenk, 17. března 1917 Praha – 1. dubna 1945 Karlsberg, během transportu do Mauthausenu) byl český kabaretiér, komik, hudební skladatel a spisovatel.

## Život

### Mládí
Narodil se v rodině krejčovského mistra Rudolfa Schwenka (1880–??) a matky Kláry rozené Korálkové (1882–??), kteří byli oddáni 8. července 1906 v Budyni nad Ohří, Rudolf Schwenk byl v té době krejčím v Dolíně. Karel Švenk byl čtvrtým z pěti dětí. Podle policejní konskripce pobývala rodina v Drážďanech a Podmoklech, v roce 1914 se přestěhovala do Prahy.

### Mezi světovými válkami
V letech 1934–1938 byl jedním ze sedmi členů a pianistou Klubu zapadlých talentů, který spoluzakládal. Poslední vystoupení Klubu se konalo v Unitariii v pražské Anenské ulici.

### Terezín a závěr života
Dne 24. listopadu 1941 byl odvezen transportem Ak, č. 171 z Prahy do koncentračního tábora Terezín. byl členem skupiny 342 mladých mužů, kteří měli připravit Terezínské ghetto pro příchod dalších vězňů.
Je zachycen v nacistickém propagandistickém filmu Vůdce daroval Židům město (německy Theresienstadt. Ein Dokumentarfilm aus dem jüdischen Siedlungsgebiet) ve společnosti loutkáře Otto Neumanna a tanečnice Kamily Rosenbaumové.
Dne 1. října 1944 byl přesunut transportem Em, č. 191 z Terezína do koncentračního tábora v Osvětimi. 27. října odjel z Osvětimi do koncentračního tábora Meuselwitz poblíž Lipska, kde pracoval v muniční továrně. V dubnu 1945 byl tábor evakuován do Kraslic odkud začal pochod smrti. Asi dva týdny před koncem války byl Schwenk tak vyčerpaný, že nemohl dál a jeho přítel Vilém Süssland ho zahrabal do slámy v stodole, kde vězni strávili noc. Není známo jestli zemřel vysílením nebo jestli ho SS našla a zastřelila. (Dopis V. Süsslanda z 7. června 1945, viz Makarova, E., Makarov, S., Neklyudova, E., Kuperman, V. Long Live Life: On Musical and Theater Life in Concentration Camp Terezin, 1941 – 1945 (exhibition catalogue), Verba: Jerusalem, 2001.)

## Dílo
Byl talentovaným textařem, hercem a režisérem. V terezínském ghettu nastudoval několik aktuálních satirických her, zobrazujících na příměrech postavení židů ve fašistickém rasistickém systému. Spolupracoval na přípravě představení mj. s choreografkou Kamilou Rosenbaumovou, herci Jiřím Süsslandem, Vlastou Schönovou a Josefem Taussigem. Pro jeho tvorbu byla typická revuální forma autorského divadla, začlenění písní, hudby a tance. Inspirací mu byly často písně Osvobozeného divadla.

## Citát
| „             | Už svými fyzickými předpoklady byl Karel Švenk předurčen k vytváření určitého typu člověka. Smutný klaun pronásledovaný smůlou a neštěstím, ve vážném obličeji dvě žalující výrazné hluboké oči. Ne herec-speaker, ale mim. Schopnost výrazných pohybových a gestických reakcí, koncentrovaných až do znakového vyjádření, byla základem jeho komediálních hereckých prostředků. Měl smysl pro výraznou zkratku, nečekané řešení situací a hluboko skrytý, probleskující optimismus, jenž se potýkal s potížemi, které se na něj lepily. Jeho neustálá činnost, snaha po vymanění z osudového kruhu z něho vytvořily typického terezínského hrdinu. | “ |
| — Eva Šormová | |   |

## Skladby
- Die verlorene Essensmarke (Ztratila se menážkarta[9]) spolu s Rafaelem Schächterem. Švenkova první práce – vlastní divadelní scénka.
- Všechno jde!, známá též jako Terezínský pochod, německy Theresienstädter Marsch – neoficiální hymna Terezína, patrně nejznámější Švenkova skladba.[p 1][10] Skladba byla součástí kabaretu Ať žije život!
- Proč sedí běloch v přední části autobusu? – komponováno v Terezíně, zachráněno jedním z terezínských hudebníků, kteří v kabaretu hráli, klavíristou Georgem Hornerem. Skladba byla později upravena Davidem Postem a nahrána souborem Hawthorne String Quartet a klarinetistou Thomasem Martinem.[11]
- Der letzte Radfahrer (Poslední cyklista aneb Bořivoj a Mánička) 1944, provedeno pouze na veřejné generálce, po zásahu židovské rady starších se další představení nekonala[12][13] Scénu a kostýmy připravil František Zelenka.
- Pod deštníkem[p 1]
- Ukolébavka[14]
- Ať žije život! – hudba ke kabaretu[14] (Švenk se však podílel na představení i autorstvím textu, režií a herecky[15]). Choreografie – Kamila Rosenbaumová.
- Princ Bettliegend – hudba ke kabaretu, text Otto Neumann[14]
- Ben Akiba lhal – hudba ke kabaretu[14]

## Vzpomínky pamětníků
Norbert Frýd
- Švenk byl především veliký klaun. Neintelektuálského původu, přimrazený tam, kam ho postavili, nešikovný, směšný, ale dobrý, odzbrojující, pouhým vzhlédnutím demaskující zlé protivníky – z toho základu vycházel. Měl mandlové, smutně se usmívající oči prastarých šibalů, kteří se vždycky stávají obětí prohnaných a bezohledných a kteří přitom tyto prohnané a bezohledné budou muset přežít, ať už se jim to bude líbit nebo ne.[16]
- Švenk tvořil z podobného materiálu jako Chaplin. Jako mistr měl taky schopnost dělat všecko sám. Hry, texty, hudbu, hlavní roli, všecko dodal on, který na konci každého příběhu ustupoval do pozadí – cudný, skromný, postrkovaný a sám nikoho nepostrkující.[16]

Jana Šedová
- A konečně Poslední cyklista, hra, která byla bezesporu z celého našeho repertoáru nejodvážnější. Bylo to v historii českého terezínského divadla také jediné představení, kdy zasáhla cenzura Ältestenratu. Byli ochotni povolit provozování jen pod podmínkou, že vynecháme závěr hry. Švenk ovšem závěr neškrtl a hru jsme hráli dál – pro změnu opět jednou úplně načerno.[17]

Ota Ornest
- ...Poslední cyklista. V podstatě jde o generalizaci dovedenou ad absurdum – ostatně, což není každá generalizace absurdní? Terezínští herci hráli hořkou satiru o vlastním osudu a její autor Karel Švenk nahradil pojem žid pojmem cyklista. A každý porozuměl.[18]